# Lissonota fuscifacies
Lissonota fuscifacies là một loài tò vò trong họ Ichneumonidae.